# (18741) 1998 WB6
(18741) 1998 WB6 est un astéroïde de la ceinture principale d'astéroïdes découvert en 1998.

## Description
(18741) 1998 WB6 a été découvert le 18 novembre 1998 à Kushiro (Japon) par Seiji Ueda et Hiroshi Kaneda.

### Caractéristiques orbitales
L'orbite de cet astéroïde est caractérisée par un demi-grand axe de 2,27 UA, un périhélie de 2,07 UA, une excentricité de 0,09 et une inclinaison de 5,94° par rapport à l'écliptique. Du fait de ces caractéristiques, à savoir un demi-grand axe compris entre 2 et 3,2 UA et un périhélie supérieur à 1,666 UA, il est classé, selon la JPL Small-Body Database, comme objet de la ceinture principale d'astéroïdes.

### Caractéristiques physiques
(18741) 1998 WB6 a une magnitude absolue (H) de 14,0 et un albédo estimé à 0,258.